# Joan Moreira i Ramos
Joan Moreira Ramos (Lleida, 5 de juny de 1878 – Tortosa, 1951) fou mestre de música, folklorista i periodista tortosí.

## Biografia
Tot i néixer a Lleida deia que ell era tortosí i que va néixer a Lleida «per casualitat». Quan Moreira encara no tenia dos anys, va morir son pare, encara jove, i va tornar a Tortosa amb sa mare. De ben menut, Moreira fa d'escolanet a la Catedral de Tortosa, en el cor de música de la catedral anomenat “Infantillos de la Seu”, on naix en ell l'afició al cant i a la música i on va rebre les primeres lliçons amb els mestres de la capella Josep Vilás, Marian Baixauli, Vicenç Ripollés i Eduardo Torres. Als vuit anys ingressa al Seminari Diocesà per fer la carrera sacerdotal durant onze anys com a alumne extern, però no l'acaba. A principis de 1900, es casa amb Carmen Montesinos i Revoltós, amb qui va tenir sis fills, dels quals se n'hi moren cinc.

## Obra musical
L'any 1905 Moreira funda l'Orfeó Tortosí al Centre Excursionista i n'és director fins quan presenta la dimissió l'any 1912, any que funda i dirigeix la Schola Orfeónica en el Col·legi de Vocacions Eclesiàstiques (1912 i 1914). L'any 1917 crea i dirigeix la Unión Coral Roquetense, un cor únicament per a homes, dins l'entitat cultural-recreativa La Lira Roquetense de la veïna ciutat de Roquetes. L'any 1922 funda a Ulldecona l'Orfeó Montsià, que impulsà i dirigí durant vuit anys. L'any 1932 Moreira es reintegra a l'Orfeó Tortosí, que havia reemprés les seues activitats el 1930, però a causa de l'inici de la Guerra Civil Espanyola suspèn les seues activitats. Acabada la guerra, l'any 1939 Moreira torna a Tortosa i reagrupa els pocs cantaires de l'Orfeó Tortosí que van poder tornar als assaigs, però ho deixa a finals de 1940 a causa de l'asma que l'afectarà fins a la seua mort, el dia 26 de gener de 1951, a l'edat de setanta-dos anys.
Entre les seues creacions és recordat sobretot per ser l'autor de la lletra de l'«Himne a la Verge de la Santa Cinta» (1918).

## Obra folklòrica
La faceta més coneguda de Joan Moreira és la seua obra folklòrica, recollida en gran part en l'únic llibre que va publicar: Del folklore tortosí. Costums, ballets, pregàries, parèmies, jocs i cançons del camp i de la ciutat de Tortosa (Impremta Querol, Tortosa, 1934), una obra cabdal per al coneixement dels costums, del folklore i de la llengua de la ciutat de Tortosa de principis de segle.
De tema folklòric, Moreira havia escrit dos llibres més que s'han perdut: Lo Llibre dels Jòcs i Endevinalles Tortosíns i Pescadôs i Marinés Tortosíns. A aquests dos, cal afegir un altre llibre, acabat de redactar poc abans de la seua mort: Del bon humor tortosí o L'exaltació dels humils (Onada Edicions, Benicarló, 2012).

## Obres teatrals
El gruix principal de la seua obra literària, el formen les obres de teatre costumistes representades al Círculo Tradicionalista de Tortosa (entre els anys 1912 i 1920), per l'Orfeó Montsià (entre 1924 i 1928), que dirigia ell mateix, i per l'Orfeó Tortosí (entre el 1932 i 1935). Una bona part de les quals han estat transcrites per Massip (1991).

## Articles a la premsa
Moreira va publicar exclusivament a la premsa de Tortosa, sovint amb pseudònim: els setmanaris La Veu de la Comarca, El Radical, La Tradición; als diaris Correo Ibérico, El Restaurador, Correo de Tortosa i Heraldo de Tortosa; i a les revistes mensuals Bolletí de la Lliga Espiritual de la Mare de Déu de la Cinta, La Santa Cinta, Germanor i La Salle. Hi publica narracions costumistes i devotes, poesies humorístiques, sàtires polítiques i articles de tema musical.